# Eugene Pallette

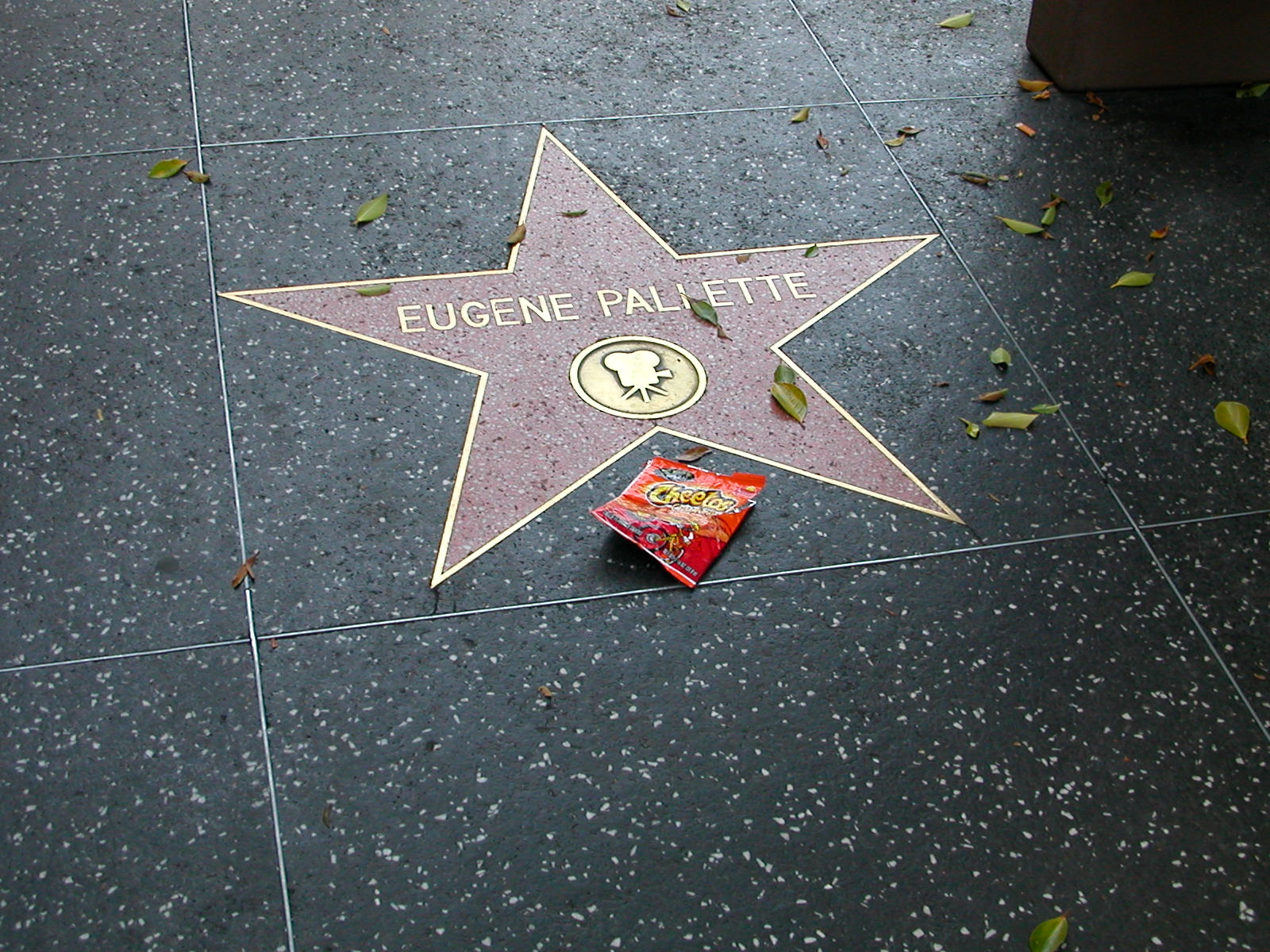
Eugene Pallettes stjärna på Hollywood Walk of Fame.

Eugene Pallette, född 8 juli 1889 i Winfield i Kansas, död 3 september 1954 i Los Angeles i Kalifornien, var en amerikansk skådespelare. Pallette medverkade i över 250 filmer under åren 1913-1946. Han gjorde särskilt många stumfilmsroller under 1910-talet.

## Filmografi i urval
- 1918 – Ett tärningskast om lyckan
- 1920 – Farornas ö
- 1927 – Kopparslagare[3]
- 1927 – Stor-Slam och Lill-Slam[3]
- 1927 – Chicago
- 1927 – Här skall fajtas[3]
- 1928 – Lights of New York
- 1929 – Prinsgemålen
- 1931 – The Stolen Jools
- 1931 – På farofyllda vägar
- 1931 – Storstadens lockfåglar
- 1932 – Shanghaiexpressen
- 1932 – Under tropikernas sol
- 1933 – Kinesiska rummets hemlighet
- 1935 – Spöket reser västerut
- 1936 – Den gyllene pilen
- 1936 – Stowaway
- 1936 – Godfrey ordnar allt
- 1937 – Det spökar i sta'n
- 1938 – Robin Hoods äventyr
- 1939 – Mr Smith i Washington
- 1940 – Zorros märke
- 1940 – Unge Edison
- 1941 – Kvinnan Eva
- 1941 – Bruden kom pr. efterkrav
- 1941 – Handen på hjärtat
- 1942 – Än lever Adam
- 1942 – Spelet om en kvinna
- 1942 – Manhattan
- 1943 – Himlen kan vänta
- 1943 – Ung flicka lever farligt
- 1944 – Pin-Up Girl
- 1946 – Mord i isbaletten